# Peperomia mindorensis
Peperomia mindorensis är en pepparväxtart som beskrevs av C. Dc.. Peperomia mindorensis ingår i släktet peperomior, och familjen pepparväxter. Inga underarter finns listade i Catalogue of Life.